# Закон ТВ
«Закон ТВ» — первое в России профессиональное правовое телевидение, учреждённое по инициативе президента РФ Дмитрия Медведева. Учредителями телеканала стали ОАО «НТВ-Плюс», Ассоциация юристов России и издательская группа «Закон». В эфир «Закон ТВ» выходили информационные, аналитические и развлекательные программы, посвящённые актуальным вопросам юриспруденции.
Телеканал предлагал вниманию зрителей регулярные выпуски новостей, обзоры свежей прессы и книжных новинок, а также лучшие мировые криминальные и детективные сериалы. Героями передач «Закон ТВ» становились судьи, адвокаты, юристы ведущих консалтинговых компаний и выдающиеся учёные в области права. В 2008 году телеканал был удостоен высшей юридической премии «Фемида» в номинации «Право и средства массовой информации», а в 2009 году стал лауреатом премии Hot Bird TV Awards в номинации «Культура/Образование».
Целевой аудиторией телеканала были практикующие юристы и учёные-правоведы; студенты, обучающиеся юриспруденции; граждане, которые хотели бы лучше узнать и защитить свои права, предусмотренные российским законодательством.
21 марта 2014 года в 0:00 МСК телеканал прекратил своё вещание.

## Наполнение эфира

### Передачи
| Название                         | Ведущие                                                                    | Описание |
| -------------------------------- | -------------------------------------------------------------------------- | --- |
| Punctum Saliens — Самое Важное   | Юлий Тай                                                                   | Программа в формате получасового интервью с крупным экспертом, ответственным за принятие решений высокого уровня в своей области. |
| Завершая неделю                  | Павел Крашенинников, Генри Резник, Владимир Плигин, Владимир Груздев и др. | Самые значимые события юридического сообщества за неделю. |
| Защищайся!                       | Юлия Билялова                                                              | Защита гражданских прав: реальные истории. |
| История права                    | Владимир Дрозд Татьяна Курилович                                           | Знаменательные события из области права, произошедшие в этот день в разные годы и эпохи в разных странах. Важнейшие законы и знаменитые реформаторы, запреты и разрешения, аресты и реабилитации, революции и войны, казусы и анекдоты. |
| Мы и они                         | Геннадий Хворых                                                            | Ведущие специалисты в области международного права обсуждают сходства и различия правовых институтов разных стран. |
| Книжная полка                    |                                                                            | Авторы научных трудов по юриспруденции, главные редакторы юридических изданий и популярные писатели рассказывают о книжных новинках. |
| О личном                         | Сергей Завриев                                                             | Выдающиеся юристы приглашают в гости. |
| Кто за?                          | Антон Клячин                                                               | Противоположные точки зрения на правовые вопросы, которые волнуют всех. |
| Право.net                        | Сергей Капков                                                              | Обзор наиболее значимых юридических ресурсов Интернета. |
| Право на защиту                  | Андрей Прокофьев                                                           | Корифеи адвокатуры вспоминают интересные дела, молодые адвокаты делятся первыми успехами. Детальное рассмотрение громких дел последних лет.                                                                                             |
| На что жалуемся?                 |                                                                            | Совместный проект радиостанции «Эхо Москвы», Московского городского суда и телеканала «Закон ТВ». Вопросы работы российской судебной системы.                                                                                           |
| Обсуждению подлежит…             | Вадим Ямпольский Антон Клячин                                              | Дискуссия с гостями программы — крупнейшими специалистами в своей отрасли — по актуальным и неоднозначным правовым темам. |
| Правовое обозрение               | Анжелика Волкова                                                           | Обзор последних нормативных актов от компании «Гарант». |
| Толкуем закон                    |                                                                            | Компетентные консультации ведущих юристов страны. |
| Юридическое образование в России | Людмила Белик                                                              | В студии передачи — деканы самых престижных юридических факультетов страны. Информация о вступительных экзаменах, обучении и трудоустройстве.                                                                                           |
| Разговор без протокола           | Лев Симкин                                                                 | Неформальный разговор с ведущими юристами страны об острых вопросах правотворчества и правоприменения. |
| Заметки на полях                 | Сергей Добрынин                                                            | Юриспруденция в кино: разбор ключевых кейсов из только что просмотренного фильма. |

С 28 января 2008 года по март 2009 года каждый час с 08:00 до 22:00 совместно с радиостанцией «Сити FM» выходили трехминутные выпуски новостей московского информационного радио с основными событиями в Москве, стране и мире. Для этого была оборудована одна из эфирных студий радио «Сити FM» в офисе на ул. Трифоновская, 57, к. 3.

### Короткие рубрики
- «Nota Bene»
- «Адвокатские истории»
- «Маленький гражданин»
- «Не сплетни»
- «Толкуем закон: Итоги»

### Сериалы
- «Практика»
- «Юристы Бостона»
- «Пуаро Агаты Кристи»
- «Защитник»
- «Льюис»
- «Правое дело»

## Параметры приёма канала со спутника
Телеканал осуществлял спутниковое вещание с параметрами:
- Спутник: Eutelsat 36B
- Кодировка: Viaccess (НТВ-Плюс)
- Позиция: 36,0°E
- Поляризация: R (правая круговая)
- Транспондер: 10
- Частота: 11900 МГц
- FEC: 3/4
- Симв/скорость: 27,5Msym